# 牛津大学林肯学院
牛津大学林肯学院（英語：Lincoln College）是牛津大学的一个学院，位于英国牛津市中心的特尔街，背靠青銅鼻學院，毗邻埃克塞特学院。它创建于1427年，是牛津大学第九古老的学院。